# 堀江知佳

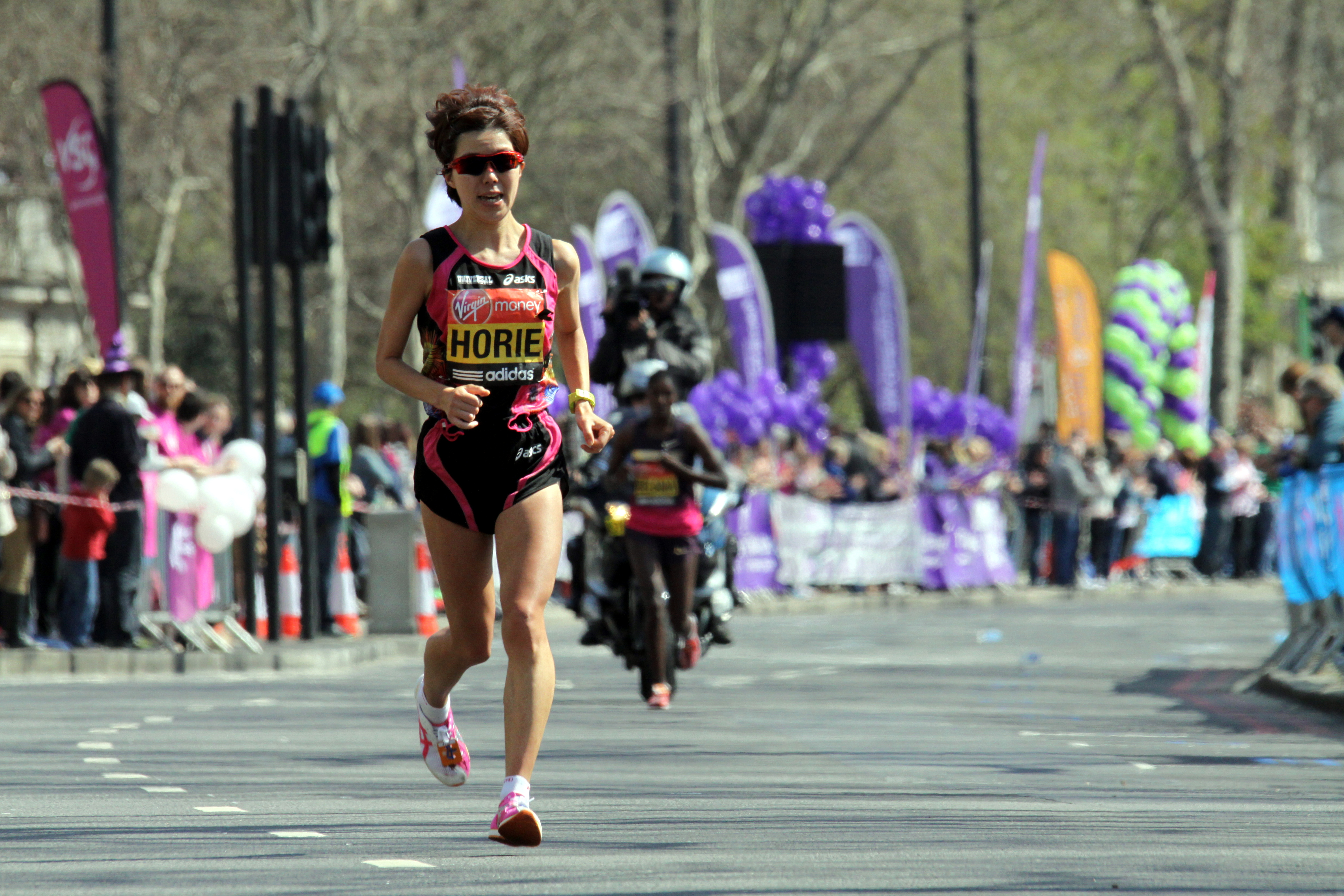
ロンドンマラソンでの堀江（2013年）

堀江 知佳（ほりえ ちか、1981年2月15日 - ）は、兵庫県加古川市出身の陸上競技（長距離走・マラソン）元選手。
須磨女子高等学校（現・須磨学園高等学校）卒業後、1999年4月に積水化学工業に入社、小出義雄の指導を受ける。その後、小出と他の部員らと共にアルゼ（佐倉アスリートクラブ）、2009年11月1日に「ユニバーサルエンターテインメント」にチーム名変更）へ移籍した。161 cm、45Kg。

## 略歴
須磨女子高校の3年生時、1998年の全国高校総体では3000m女子の部で優勝。
積水化学へ入社した翌2000年4月、19歳で出場した長野オリンピック記念長野マラソンで初マラソンに挑戦、2時間29分台で4位に入る。これは2014年現在も、日本女子ジュニアのマラソン最高記録として未だ破られていない（下り坂コース）。
2002年8月の夏場に開催された北海道マラソンでは、2時間26分台の自己ベスト記録をマークして、マラソン初優勝を成し遂げた。
2008年8月の北京オリンピック女子マラソン選考レースだった、同年3月の名古屋国際女子マラソンでは、31Km過ぎに自らスパートして先頭集団から抜け出して一時はトップに立った。しかし32.5Km付近で中村友梨香（優勝・北京五輪女子マラソン代表入り）が仕掛けたロングスパートにはついていけずに後退し、5位に留まった。
2009年3月の名古屋国際女子マラソン（世界陸上ベルリン大会選考レース）では、5Km過ぎで集団から飛び出した藤永佳子・新谷仁美らの先頭争いにはついてゆかず、後方集団で待機。30Kmを過ぎてから徐々にペースアップ、一時単独トップを走っていた新谷を40Km手前でかわしたが、優勝した藤永には56秒届かず惜しくも2位だった。
2014年3月の名古屋ウィメンズマラソンの完走（15位）を最後に、現役引退を表明した。

## 自己記録
- 1500m　4分32秒18
- 5000m　15分56秒74
- 10000m　32分17秒31
- マラソン　2時間26分11秒

## マラソン全記録
| 年月       | 大会                     | 順位 | 記録          | 備考                                         |
| ---------- | ------------------------ | ---- | ------------- | -------------------------------------------- |
| 2000年4月  | 長野マラソン             | 4位  | 2時間29分12秒 | 初マラソン・マラソン日本女子ジュニア最高記録 |
| 2001年8月  | 北海道マラソン           | 14位 | 2時間49分24秒 | .                                            |
| 2002年8月  | 北海道マラソン           | 優勝 | 2時間26分11秒 | マラソン初優勝・自己ベスト記録               |
| 2003年8月  | 北海道マラソン           | 2位  | 2時間36分03秒 | .                                            |
| 2005年8月  | 北海道マラソン           | 3位  | 2時間29分15秒 | .                                            |
| 2006年3月  | 名古屋国際女子マラソン   | 3位  | 2時間28分01秒 | ドーハアジア競技大会選考レース               |
| 2006年4月  | ボストンマラソン         | 11位 | 2時間34分40秒 | .                                            |
| 2006年8月  | 北海道マラソン           | DNF  | 途中棄権      | .                                            |
| 2008年3月  | 名古屋国際女子マラソン   | 5位  | 2時間27分16秒 | 北京オリンピック選考レース                   |
| 2009年3月  | 名古屋国際女子マラソン   | 2位  | 2時間29分09秒 | 世界陸上ベルリン大会選考レース               |
| 2010年1月  | 大阪国際女子マラソン     | 7位  | 2時間28分29秒 | 広州アジア競技大会選考レース                 |
| 2011年1月  | 大阪国際女子マラソン     | 3位  | 2時間27分26秒 | 世界陸上大邱大会選考レース                   |
| 2011年11月 | 横浜国際女子マラソン     | 15位 | 2時間48分47秒 | ロンドンオリンピック選考レース               |
| 2012年1月  | 大阪国際女子マラソン     | 4位  | 2時間28分35秒 | ロンドンオリンピック選考レース               |
| 2013年4月  | ロンドンマラソン         | 14位 | 2時間35分30秒 | 世界陸上モスクワ大会選考レース               |
| 2014年3月  | 名古屋ウィメンズマラソン | 15位 | 2時間32分58秒 | 仁川アジア競技大会選考レース                 |